# Camelote

Vestimenta del en Livrustkammaren, Suecia. Moda en 1647, chaqueta de manga dividida con camisola sobresaliente

Se llama camelote a una tela de pura lana, sólida, gruesa, fabricada tradicionalmente an Anatolia, Angora y en Istanos, con el pelo de las cabras del país.
Estos tejidos están generalmente teñidos en pieza, no obstante se les encuentra teñidos en lana, lisos o de colores mezclados como gris de hierro, etc. Estos camelotes exceden por el lustre, los colores y la duración a las mejores estofas de seda. En vano se ha ensayado en las diferentes fábricas europeas imitar a los camelotes de Angora; ha sido preciso combinar otras materias, tales como seda, pelo de cabra, algodón, lino de diferentes maneras y de ahí las diversas especies de tejidos y los diversos nombres bajo los cuales han sido presentados al comercio. 
Los camelotes son más o menos anchos y las piezas más o menos largas según sus diferentes calidades y los parajes donde se fabrican. Se hacen de todos los colores y de diferentes materiales: 
- unos son de pelo de cabra, tanto en la urdimbre como en la trama
- otros tienen la trama de pelo y la urdimbre una mitad de pelo y la otra mitad de seda
- en otros la trama y la urdimbre son enteramente de lana
- finalmente, los hay cuya trama es de lana y la urdimbre de hilo.

En algunos, el hilo tanto de la urdimbre como de la trama ha sido teñido antes de ponerlo al telar; otros son teñidos en pieza. Los hay de jaspeados, de rayados, de ondeados y también estampados o pintados en la parte superior. Hay también camelotes de seda de diferentes colores, como rojos, carmesíes, encarnados, violados, etc. pero no son propiamente más que tafetanes y tubis (tafetanes de aguas] con el nombre de camelotes.
Los camelotes se usan diferentemente según sus distintas especies y calidades. Algunos se emplean para vestidos de ambos sexos, cortinajes de cama, etc., y otros para casullas, adornos de altares y demás ornamentos de iglesia.

## Variedades
- Se llama camelotes estampados a ciertos camelotes de un solo color en los que se han impreso diferentes flores y ramajes o bien figuras por medio de hierros calientes; estos hierros constituyen una especie de moldes que juntamente con la estofa se hacen pasar bajo una prensa.
- Se llaman camelotes ondeados los que tienen ondas, lo mismo que los tabis, formadas con la fuerza de la calandria bajo la cual se hacen pasar muchas veces.
- Se llama camelotes de agua los que, después fabricados, han recibido un aderezo en el agua y se han pasado luego por la prensa en caliente cuya operación los vuelve muy lustrosos.
- Los que fabrican camelotes y los mercaderes que los venden deben tener cuidado de no permitir que tomen malos pliegues, pues es muy difícil quitárselos cuando los lian recibido.